# Drouot (Mulhouse)
Pour les articles homonymes, voir Drouot (homonymie).
Le quartier Drouot est situé à l'est de la ville de Mulhouse.
Administrativement il est regroupé avec le quartier Barbanègre pour former l'ensemble Drouot - Barbanègre.

## Localisation
| Mulhouse (Quartier Europe - Nordfeld - Nouveau-Bassin) | Illzach         | Illzach (Quartier de Modenheim) |
| Mulhouse (Quartier Barbanègre)                         | quartier Drouot | Riedisheim                      |
| Mulhouse (Quartier Barbanègre)                         | Riedisheim      | Riedisheim                      |

## Caractéristiques

### Description
Le quartier tient son nom du général d'artillerie français du Premier Empire, Antoine Drouot.
En 1906, alors que Mulhouse fait partie de l'Empire Allemand, une caserne de cavalerie est construite à cet endroit. Après la Première Guerre Mondiale, cette caserne est renommée caserne Drouot en l'honneur du général d'artillerie, donnant son nom à la rue attenante, puis à 
tout le quartier.

Cette caserne, occupée plus tard par le 57e régiment de transmissions, est reconvertie en logements et en un village artisanal lors du départ du régiment en 1993.
Le quartier inclut également les logements attenants construits à des époques différentes : l'Ancien Drouot (Cité jardin) construit dans les années 1930 et le Nouveau Drouot construit dans les années 1950 pour accueillir les ouvriers de la « reconstruction » d’après-guerre.
Un canal permettant de relier le Canal du Rhône au Rhin au Nouveau Bassin sépare le quartier Barbanègre du Drouot.
Depuis 2015, Drouot est classé quartier prioritaire de la politique de la ville avec une partie des Jonquilles et Modenheim dans la commune voisine de Illzach, pour un total de 4 195 habitants en 2020 et un taux de pauvreté de 46 %.
La municipalité annonce le 15 septembre 2018 la mise en œuvre d'un programme de renouvellement urbain du quartier Drouot d'une durée de dix ans. Ce programme comporte entre autres la rénovation des logements de l'Ancien Drouot (amélioration énergétique et isolation phonique) mais surtout la démolition des 290 logements du Nouveau Drouot.

En 2024 est lancée la réhabilitation des 821 logements de la Cité jardin, l’un des plus importants chantiers de rénovation urbaine de France.

### Équipements remarquables
Le quartier Drouot dispose de différents services publics et équipements :
- Une crèche[7] ;
- École maternelle Drouot[8] ;
- École maternelle Saint-Exupéry[9] ;
- École élémentaire Drouot ;
- Collège et gymnase Saint-Exupéry[10] ;
- Bibliothèque du Drouot[11] ;
- Un pôle médical créé en 2023, comprenant une pharmacie et des professionnels de santé[12] ;
- Espace solidarité Mulhouse Drouot ;
- Installation sportive Stade du Drouot, comprenant un terrain de football d’honneur, un terrain de football d’entraînement, et un terrain de pétanque[13] ;
- Église paroissiale Saint Jean Bosco (Don Bosco) ;
- Le BoAt, centre Social et culturel implanté depuis 2019 au sein des quartiers Drouot et Barbanègre[14] ;
- Espace France services[15] ;
- Centre d’hébergement d’urgence et centre d’accueil de demandeurs d’asiles[16].

## Lieux et monuments

### L'église paroissiale SaintJean Bosco(Don Bosco)
L'édifice religieux a été construit au cours de l'important effort de reconstruction après la seconde guerre mondiale, entre 1947 et 1955. il s'agit d'un ouvrage de structure en béton, dans un style contemporain.

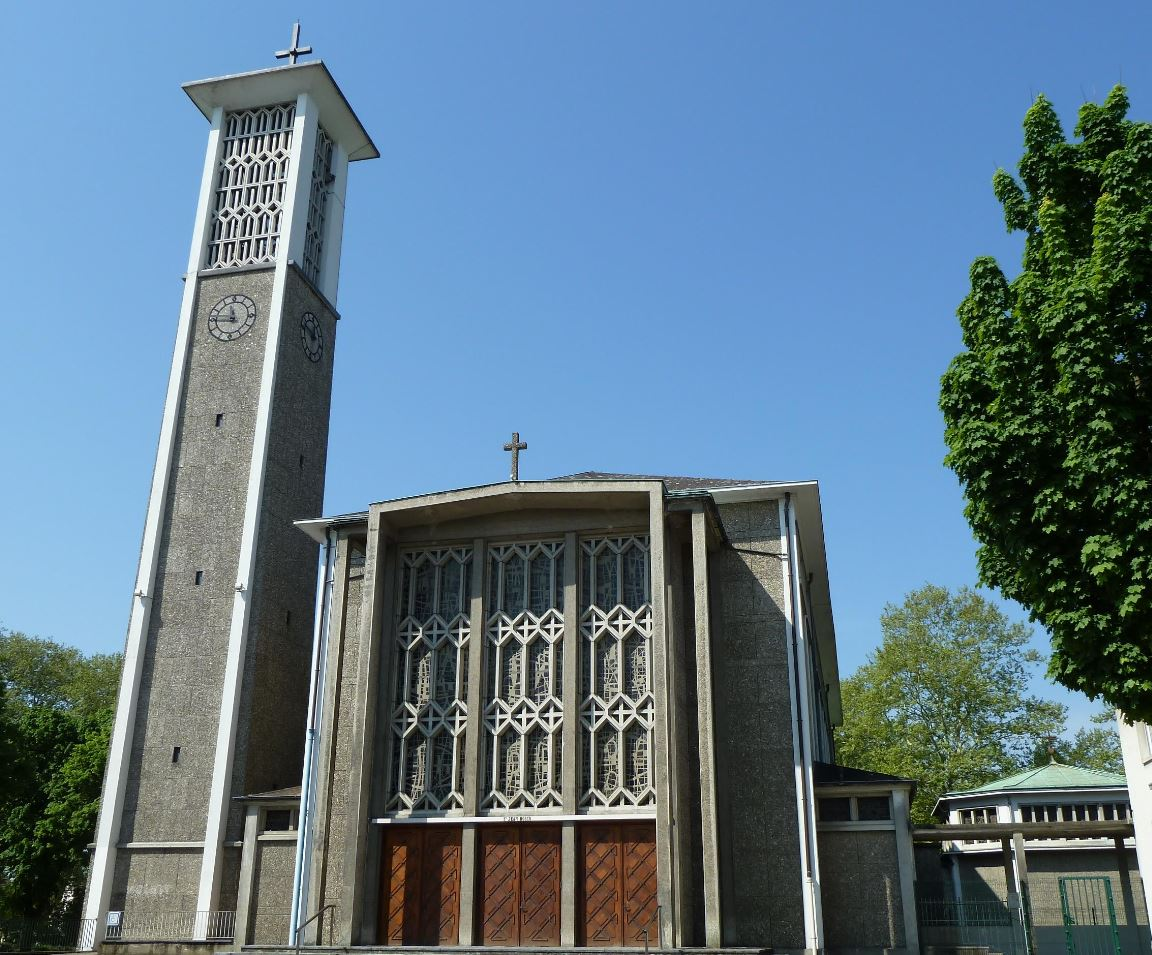
Église Saint Jean Bosco à Mulhouse

Les plans ont été dessinés par l'architecte alsacien Joseph Muller, originaire de Colmar. Les vitraux ont été conçus par Jean Barillet et Antoine Heitzmann, en 1954.
En plus des messes qui y sont régulièrement célébrées (dans l'église et dans la chapelle du Saint Sacrement attenante), des événements culturels comme des concerts y sont à l'occasion organisés.

### L'ancienne caserne militaire
La caserne militaire Drouot accueillait le 57e régiment de transmissions de 1961 jusqu'à sa dissolution en 1993.

## Économie
La société Higy qui produit le Melfor, un condiment à base de vinaigre d’alcool, de miel et d’infusion de plantes, a depuis 1922, son site historique de production dans le quartier.
Le Village Artisanal créé en 1997 sur le site de l'ancienne caserne Drouot comprend en 2025 pas moins de 38 entreprises.

## Sport
Le Racing Club de Mulhouse, couramment dénommé Racing, est un club de football fondé en 1931 et installé dans le quartier Drouot. Le club évolue au Stade Drouot, situé rue d'Artois.